# Pederobba
Pederobba är en ort och kommun i provinsen Treviso i regionen Veneto i Italien. Kommunen hade 7 353 invånare (2018).